# Колга-Яани (волость)
Колга-Яаани (эст. Kolga-Jaani) — бывшая волость в Эстонии в составе уезда Вильяндимаа.

## Положение
Площадь волости — 312,4 км², численность населения на 1 января 2010 года составляла 1599 человека.
Административный центр волости — посёлок Колга-Яани. Помимо этого, на территории волости находится ещё 15 деревень: Ээснурга, Яртсааре, Каавере, Лальси, Лейе, Ляткалу, Мелески, Ойу, Отикюла, Одисте, Ооргу, Парика, Таганурга, Вайбла, Виссувере.